# Skogstorp (commune d'Eskilstuna)
Skogstorp est une localité de Suède dans la commune d'Eskilstuna située dans le comté de Södermanland.
Sa population était de 2 860 habitants en 2019.